# Cyanopterus scaber
Cyanopterus scaber är en stekelart som först beskrevs av Brulle 1846.  Cyanopterus scaber ingår i släktet Cyanopterus och familjen bracksteklar. Inga underarter finns listade i Catalogue of Life.